# Albin Curet
Pour les articles homonymes, voir Curet.
Albin Curet, né le 13 avril 1850 à Aix-en-Provence et mort à Tarascon le 8 novembre 1919, est un avocat et magistrat français.

## Biographie

### Famille
Né dans une famille de l'ancienne bourgeoisie d'Aix-en-Provence ayant fait fortune dans l'exploitation d'une fabrique de chaussures, Albin Curet est le frère de l'architecte Antoine Curet.
En 1882, il épouse Marie Saint-Michel, fille d'un négociant, dont il eut trois filles : 
- Jeanne (née en 1883),
- Alice (1885-1923) mariée au professeur Eugène Cottard[3],
- Marguerite (née en 1890) mariée au docteur Georges de Sablet d'Estières.

Par son mariage, il est le beau-frère de Louis Chabanel, époux de Joséphine Saint-Michel), maire de Tarascon (1872-1873, 1881-1888) et vice-président du conseil général des Bouches-du-Rhône.

### Carrière

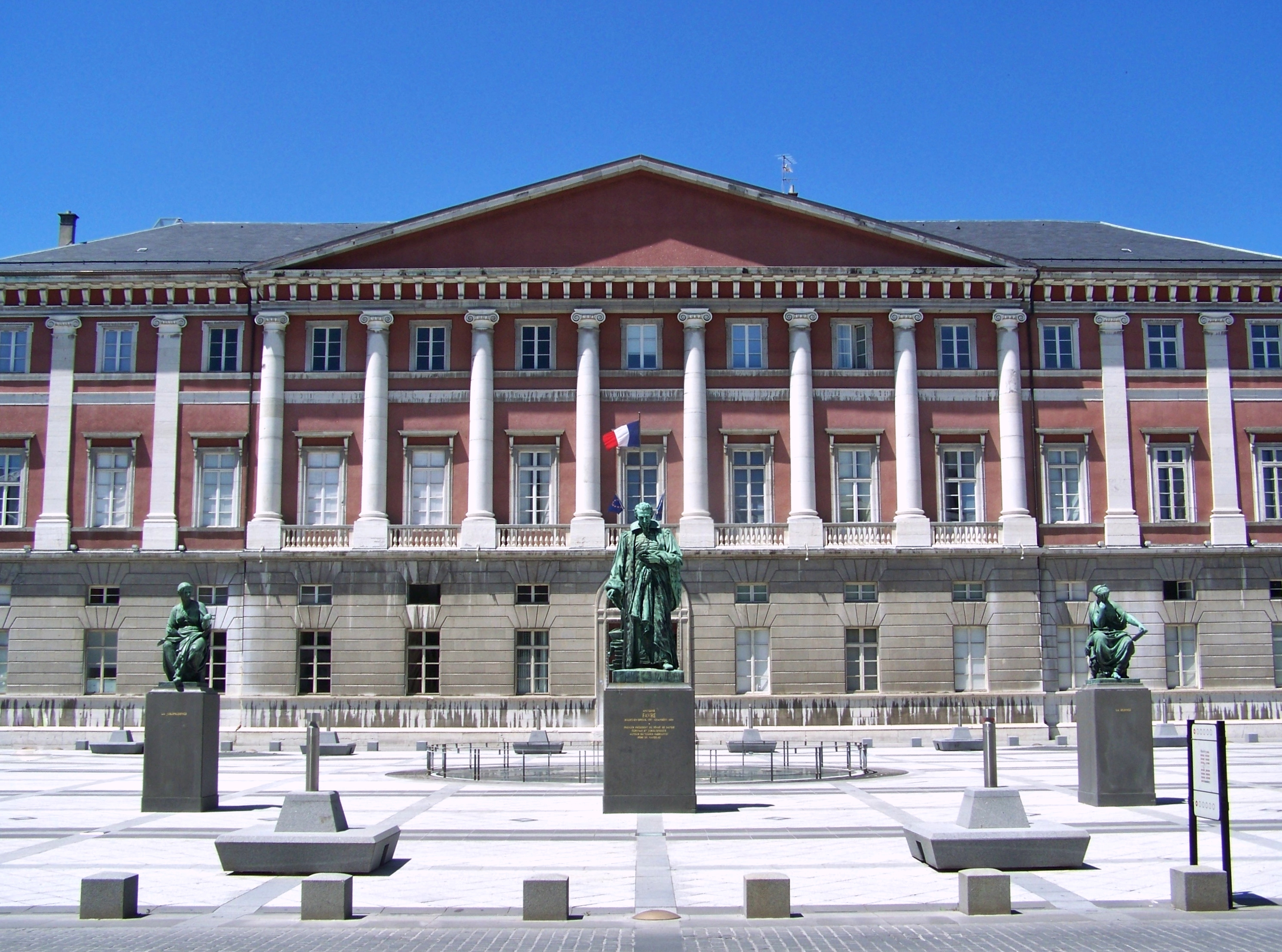
Cour d'appel de Chambéry, dont Albin Curet fut le 1er Président de 1906 à 1912.

Après de brillantes études à la faculté de droit de Marseille, dont il sera lauréat cinq années consécutives, et l'obtention d'un doctorat, il devient avocat. Fervent républicain, Albin Curet participe à la défense des droits électoraux lors de la Crise du 16 mai 1877 et s'oppose aux monarchistes en rejoignant la commission de jurisconsultes constituée à Aix-en-Provence en défense des institutions de la Troisième République.
Dès 1879, Albin Curet commence une carrière de magistrat. Président du tribunal de 1re instance de Tarascon en 1883, il est successivement Président des tribunaux de Toulon (1892-1900) et Marseille (1900-1906). À la tête de la juridiction marseillaise lors de la démission du maire Siméon Flaissières en juin 1902, il assure la présidence de la délégation spéciale chargée de l'administration de la ville jusqu’au renouvellement du Conseil municipal et à l’élection du nouveau maire Jean Baptiste Chanot. En octobre 1906, il est nommé Premier Président de la cour d'appel de Chambéry et termine sa carrière comme Conseiller à la Cour de Cassation à partir de 1912.
Éminent juriste, Albin Curet est l'auteur de plusieurs ouvrages.

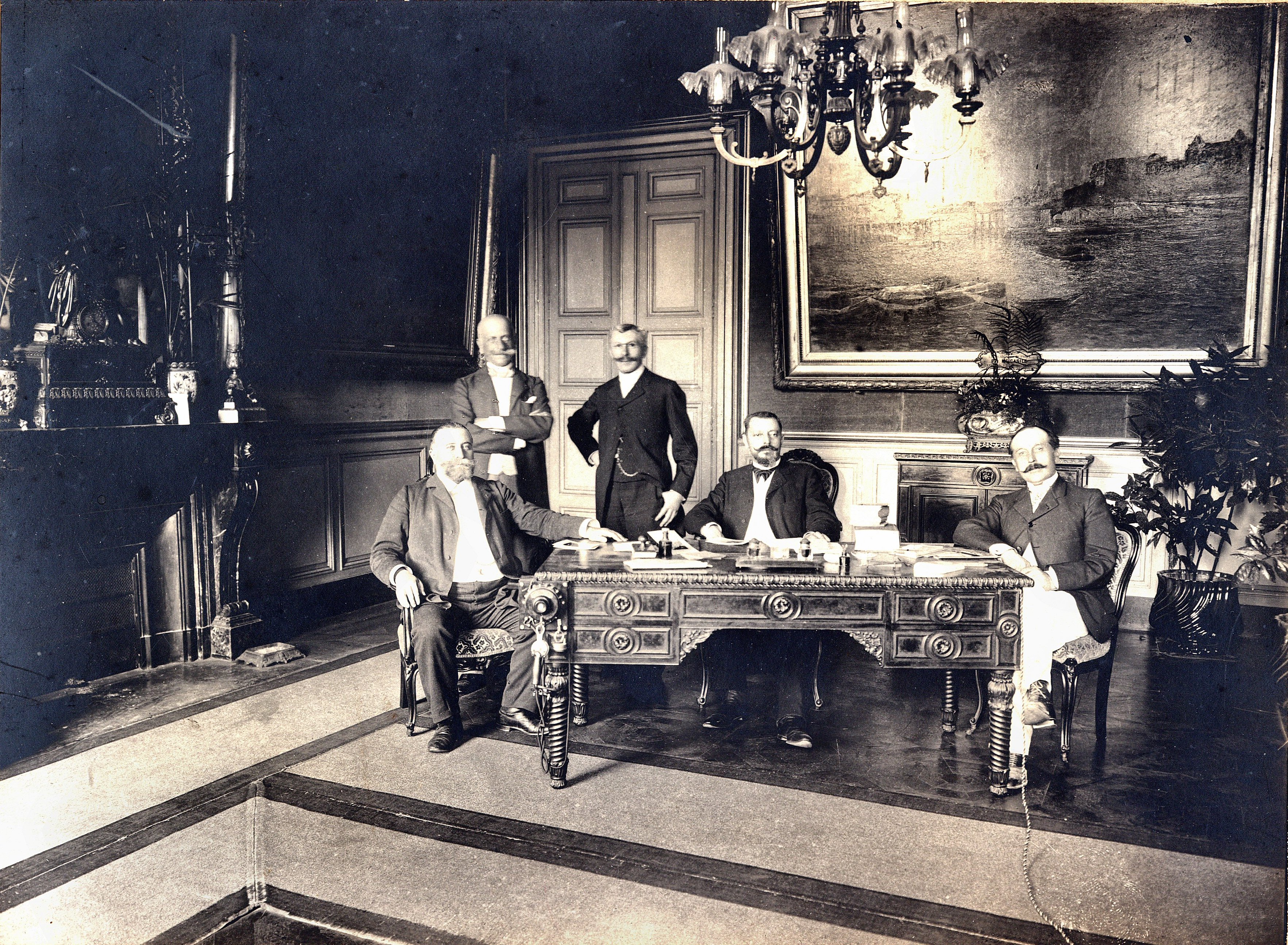
Albin Curet, président de la délégation spéciale, Hôtel de ville de Marseille, 1902

## Décorations
Albin Curet est nommé au grade de chevalier dans l'ordre national de la Légion d'honneur le 31 décembre 1903.
Il est officier de l'ordre des Palmes académiques.

## Ouvrages et publications
- De la cession de créances, Thèse de droit romain et de droit français, Aix, 1874.
- Code du divorce et de la séparation de corps, A.Durand, 1885, 366p.
- Des délits politiques au point de vue de l’extradition, France judiciaire, tome 6, 1881-1882, première partie (Études historiques et juridiques), p. 453-468.
- Du conflit en matière criminelle, France judiciaire, tome 5, 1880-1881, première partie (Études historiques et juridiques), p. 385-396.
- Introduction à une étude sur l’extradition, France judiciaire, tome 5, 1880-1881, première partie (Études historiques et juridiques), p. 12-21, 33-48.
- La juridiction des référés, Paris, Pedone, 1907, 650 p.
- Les congrégations religieuses non autorisées devant la loi et les tribunaux, Aix, Vve Remondet-Aubin, 1882, 248 p.
- Liquidation en justice des biens des congrégations dissoutes (article 18 de la loi du 1er juillet 1901 et autre : art. 5 de la loi du 7 juillet 1904. Liquidation des congrégations enseignantes), Paris, A. Pedone, 1905, VII-159 p.

## Pour approfondir